# Mogyorósfalu
Mogyorósfalu (1899-ig Leszkócz, szlovákul: Lieskovec) község Szlovákiában, az Eperjesi kerület Homonnai járásában.

## Fekvése
Homonnától 10 km-re északnyugatra fekszik.

## Története
A települést a német jog szerint soltész általi betelepítéssel alapították a 14. században. 1430-ban a Perényi család sztropkói uradalmának felosztásáról szóló oklevelében említik először. A falu eredetileg a Drugeth család barkói uradalmához tartozott, de a 15. században már a Perényiek birtoka. A faluban – az írott források szerint – a 16. század közepén már bizonyosan állt templom és plébánia (a fatemplom építését a 14. vagy 15. századra teszik). 1567-ben a falu 8 portáig adózott, melyből 6 zselléreké volt. A templom 1579 és a 18. század eleje között az evangélikusok kezén volt. A falu 1582-ben 7 portáig adózott. 1600-ban a soltész házán kívül 13 lakott jobbágyháza volt. A faluban ekkor templom, plébánia és iskola is állt. A 17. században lakói egyre jobban elszegényedtek, 1610-ben csak egy, 1623-ban háromnegyed, 1635-ben megint egy portáig adóztak. A 16. és 17. században újra a Drugetheké a homonnai uradalom részeként, egészen a család 1684-ben történt kihalásáig. Ezután a Keczer és Malonyai családok a főbb birtokosai. A 17. század végén új kőtemplomot építettek a településen. A 17. és 18. század fordulóján Mogyorósfalu a kis falvak közé számított. 1715-ben 8 jobbágytelke volt, ezután azonban a falu valószínűleg elpusztult, mert 1720-ban az adóösszeírásban már nem említik. A mai katolikus templom 1794 és 1798 között épült és Keresztelő Szent János tiszteletére szentelték.
A 18. század végén Vályi András így ír róla: „LESZKÓCZ. Tót falu Zemplén Várm. földes Ura Ketzer Uraság, lakosai katolikusok, fekszik Topolokához, és Stefanóczhoz egy fertály órányira, hegyes, agyagos határja 3 nyomásbéli, zabot, és krompélyt leg inkább terem, erdeje bikkes, piatza Homonnán van.”
Fényes Elek 1851-ben kiadott geográfiai szótárában így ír a faluról: „Leszkócz, tót-orosz falu, Zemplén vmegyében, Homonnához 1 1/4 mfdnyire: 423 római, 100 g. kath., 4 zsidó lak., 329 hold szántófölddel. F. u. Keczer. Ut. posta N.-Mihály.”
Borovszky Samu monográfiasorozatának Zemplén vármegyét tárgyaló része szerint: „Mogyorósújfalu, azelőtt Leszkócz, tót kisközség 44 házzal és 279 róm. kath. vallású lakossal. Temploma 1798-ban épült. Postája, távírója és vasúti állomása Homonna. A homonnai uradalomhoz tartozott s azután a Keczer, majd a Malonyay család lett az ura. Újabban báró Ragályi-Balassa Ferenczné birtoka volt, melyet azonban parczelláztatott. Az erdőbirtokot gróf Andrássy Sándor vette meg.”
1920 előtt Zemplén vármegye Homonnai járásához tartozott.

## Népessége
| Év:            | 1994. | 2004.   | 2014.   | 2024.   |
| -------------- | ----- | ------- | ------- | ------- |
| Emberek száma: | 474   | 458     | 443     | 414     |
| Eltérés:       |       | -3,37 % | -3,27 % | -6,54 % |

| Év:            | 2023. | 2024.   |
| -------------- | ----- | ------- |
| Emberek száma: | 417   | 414     |
| Eltérés:       |       | -0,71 % |

1910-ben 246, túlnyomórészt szlovák lakosa volt.
2001-ben 462 lakosából 458 szlovák volt.
2011-ben 448 lakosából 422 szlovák.

## Nevezetességei
- Krisztus Teste tiszteletére szentelt, római katolikus temploma 1798-ban épült klasszicista stílusban.